# 卡爾瓦丘科山
11°51′8″S 76°3′18″W / 11.85222°S 76.05500°W
卡爾瓦丘科山（Carhuachuco），是秘魯的山峰，位於該國中部胡寧大區，處於普特卡山以南和普特卡科查湖西南面，屬於安第斯山脈中帕里亞卡卡山脈的一部分，海拔高度約5,507米。